# Ænima
Pour les articles homonymes, voir Aenima.
Albums de Tool
Undertow
(1993) Salival
(2000)
Singles
1. Stinkfist
Sortie : 11 octobre 1996
2. H
Sortie : 19 mars 1997
3. Ænema
Sortie : 9 août 1997
4. Forty Six & 2
Sortie : 5 janvier 1998

Ænima est le deuxième album de Tool sorti le 17 septembre 1996 sur le label Zoo Entertainment.
Il est caractérisé par un changement de bassiste et coproducteur, avec à la basse Justin Chancellor (anciennement membre de Peach), et à la production David Bottrill (collaborateur de Peter Gabriel sur de nombreux albums du label Real World). Nouveau son donc, plus puissant, avec de nombreux interludes entrecoupant les morceaux de plus en plus longs et complexes.
Deux clips furent réalisés, pour les titres Stinkfist et Ænema.
L'album est dédié à l'humoriste Bill Hicks, mort en 1994, dont des enregistrements vocaux ont été inclus au morceau « Third Eye ».

## Liste des titres
1. Stinkfist – 5:11
2. Eulogy – 8:29
3. H. – 6:03
4. Useful Idiot – 0:39
5. Forty-Six &2 – 6:03
6. Message to Harry Manback – 1:53
7. Hooker with a Penis – 4:34
8. Intermission – 0:56
9. Jimmy – 5:24
10. Die Eier von Satan – 2:17
11. Pushit – 9:56
12. Cesaro Summability – 1:26
13. Ænema – 6:40
14. (-)Ions – 4:00
15. Third Eye – 13:47

## Personnel

### Membres du groupe
- Maynard James Keenan – chant
- Danny Carey – batterie
- Justin Chancellor – basse
- Adam Jones – guitare, production, direction artistique

### Collaborateurs
- Bill Hicks – voix (à titre posthume : extraits de ses spectacles à propos des drogues inclus au morceau « Third Eye »)
- Chris Pitman – claviers
- Karen Mason
- David Bottrill – claviers, producteur, ingénieur du son, mixage
- Joel Larson
- Concetta Halstead – producteur, design
- Jeff Novack – photographie
- Eban Schletter – orgue
- Kevin Willis – producteur, directeur, peintures
- Alana Cain – modèle
- Keith Willis – graphisme
- Mark Rappaport – consultant pour les effets spéciaux
- Cam de Leon – graphisme, infographie
- Jeremy Glasgow – percussionniste
- Fabrico DiSanto – photographie
- Marko Fox (member of ZAUM (en)) – chant sur Die Eier von Satan
- Gudrun Fox – traduction de Die Eier von Satan
- Billy Howerdel (A Perfect Circle) – guitare, technicien 'Pro Tools'

## Charts

### Album
Ænima a pris la 2e place du Billboard's Top 200 album chart.
Ænima a été certifié triple-disque de platine par la RIAA le 4 Mars 2003.

### Singles
| Year | Single        | Chart                         | Position |
| ---- | ------------- | ----------------------------- | -------- |
| 1996 | Stinkfist     | Mainstream Rock Tracks (U.S.) | No. 17   |
| 1996 | Stinkfist     | Modern Rock Tracks (U.S.)     | No. 19   |
| 1997 | Ænema         | Mainstream Rock Tracks (U.S.) | No. 25   |
| 1997 | Forty Six & 2 | Mainstream Rock Tracks (U.S.) | No. 22   |
| 1997 | H.            | Mainstream Rock Tracks (U.S.) | No. 23   |

## Source
- (en) Cet article est partiellement ou en totalité issu de l’article de Wikipédia en anglais intitulé « Undertow (Tool album) » (voir la liste des auteurs).